# ناوه (غزنی)
ناوه (به لاتین: Nawa) یک منطقهٔ مسکونی در افغانستان است که در ولسوالی ناوه ولایت غزنی واقع شده‌است. ناوه ۲٬۰۰۷ متر بالاتر از سطح دریا واقع شده‌است.